# Хејстингс (Мичиген)
Хејстингс (Мичиген) (енгл. Hastings) град је у америчкој савезној држави Мичиген. По попису становништва из 2010. у њему је живело 7.350 становника.

## Демографија
Према попису становништва из 2010. у граду је живело 7.350 становника, што је 255 (3,6%) становника више него 2000. године.
| Група             | 2000.         | 2010.         |
| Белци             | 6.810 (96,0%) | 6.965 (94,8%) |
| Афроамериканци    | 10 (0,1%)     | 40 (0,5%)     |
| Азијати           | 23 (0,3%)     | 25 (0,3%)     |
| Хиспаноамериканци | 152 (2,1%)    | 200 (2,7%)    |
| Укупно            | 7.095         | 7.350         |